# Epidromia pyraliformis
Epidromia pyraliformis là một loài bướm đêm trong họ Erebidae.